# سيفيتيلا باغانيكو

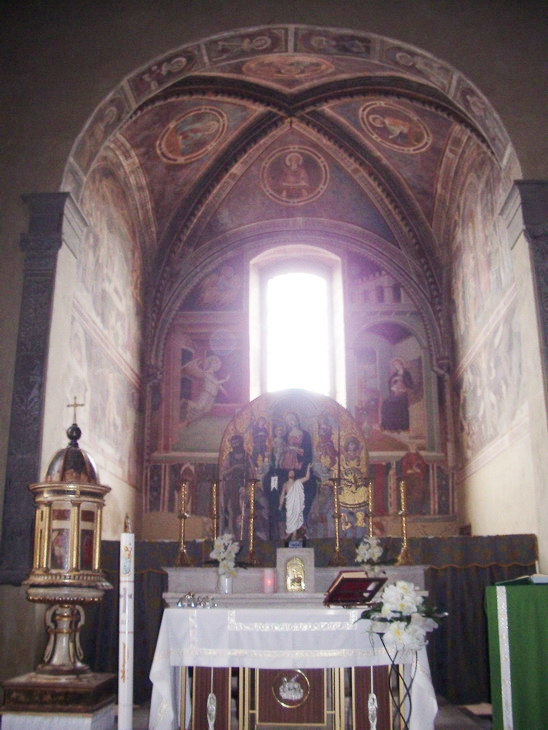
اللوحات الجدارية في كنيسة سان ميشيل في باجانيكو

سيفيتيلا باجانيكو هي بلدية إيطالية في مقاطعة غروسيتو في منطقة تُسكانة. تتميز بأراضيها الزراعية، التي تعد الاقتصاد الرئيس في المنطقة، وتتخللها الغابات الكثيفة. فهي موطن لمجموعة متنوعة من أنواع النباتات والحيوانات. تُعد مدينة تشيفيتيلا باجانيكو موطنًا للينابيع الساخنة بيتريولو، والتي يستمتع بها المسافرون منذ آلاف السنين.

## روابط خارجية
- الموقع الرسمي